# Réserves de pétrole au Mexique

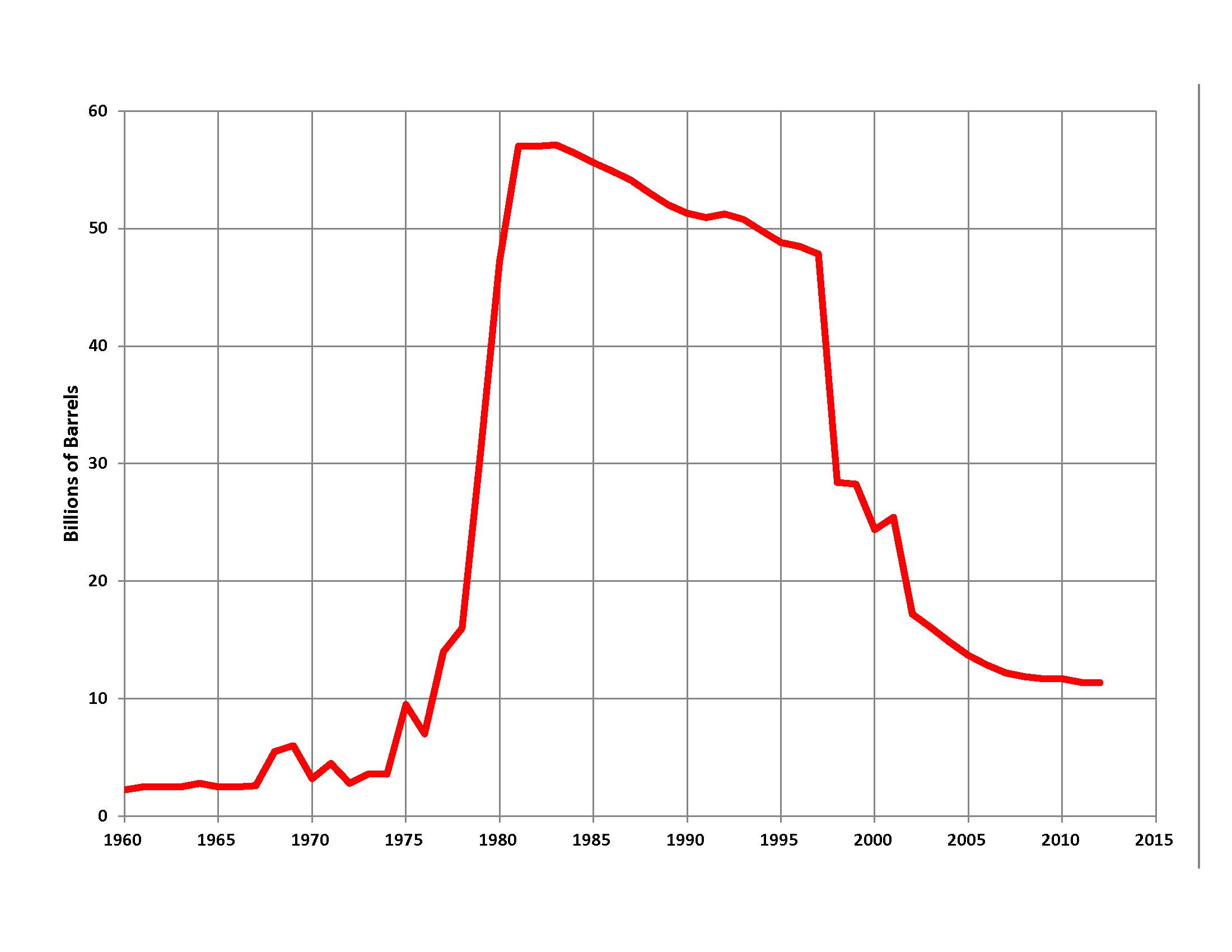
Réserves de pétrole mexicaines prouvées.

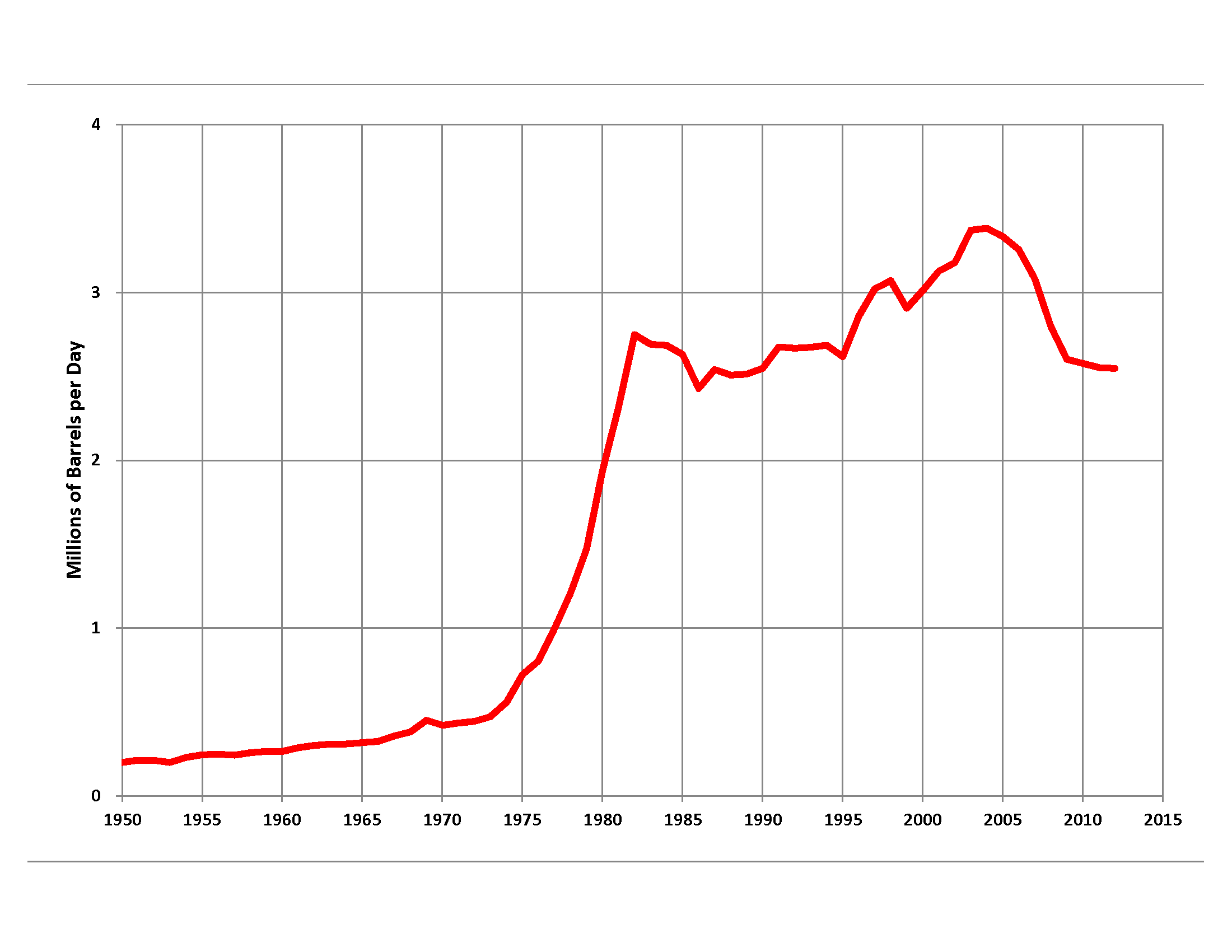
La production mexicaine atteignit un pic en 2004 et est maintenant en déclin.

L’Oil & Gas Journal estima qu'à partir de 2007, les réserves prouvées de pétrole au Mexique représentaient 12,4 milliards de barils (1,97 × 109 m3). L'US Energy Information Administration estima que les réserves mexicaines prouvées atteignaient 10,3 milliards de barils (1,64 × 109 m3) en 2013.

## Production
Le Mexique était le septième plus grand producteur de pétrole dans le monde à partir de 2006, avec une production de 3,71 millions de barils par jour (590000 m3/j) de produits pétroliers, dont 3,25 millions de barils par jour (517 000 m3/j) était du pétrole brut. La production de pétrole du Mexique a commencé à décliner rapidement. L'Energy Information Administration estima que la production mexicaine de produits pétroliers déclinerait à 3,52 millions de barils par jour (560 000 m3/j) en 2007 et à 3,32 millions de barils par jour (528 000 m3/j) en 2008. 
La production mexicaine de pétrole brut chuta en 2007, et passa en dessous de 3,0 millions de barils par jour (480 000 m3/j) au début de 2008. 
À la mi-2008, Pemex affirma qu'ils allaient essayer de maintenir la production de pétrole brut au-dessus de 2,8 millions de barils par jour (450 000 m3/j) pour le reste de l'année. Les autorités mexicaines pensaient le déclin inéluctable à l'avenir, et étaient pessimistes sur la possibilité de revenir sur les niveaux de production antérieurs, même avec des investissements étrangers.
La constitution du Mexique donne à l'entreprise pétrolière d'État, Pemex, des droits exclusifs sur la production de pétrole, et Pemex est considérée par le gouvernement mexicain comme une source importante de revenus. En conséquence, Pemex dispose d'un capital insuffisant pour développer de nouvelles et plus coûteuses ressources sur fonds propres, et ne peut pas prendre de partenaires étrangers pour obtenir l'argent et la technologie qui lui manquent. Pour répondre à certains de ces problèmes, en septembre 2007, le congrès du Mexique approuva des réformes, notamment une réduction des taxes prélevées sur Pemex.
La plus grande part de la baisse de la production mexicaine vient d’un énorme gisement de pétrole dans le golfe du Mexique. De 1979 à 2007, le Mexique produisit la plupart de son pétrole du champ pétrolier supergéant Cantarell, qui fut le deuxième plus grand champ de pétrole au monde du point de vue de sa production. En raison du déclin de la production, en 1997, Pemex lança un projet d'injection massive d'azote pour maintenir le débit de pétrole, qui consomma la moitié de l'azote produit dans le monde. À la suite de l'injection d'azote, la production de Cantarell passa de 1,1 million de barils par jour (170 000 m3/j) en 1996 à un sommet de 2,1 millions de barils par jour (330 000 m3/j) en 2004. Toutefois, en 2006 la production du champ de Cantarell baissa de 25% passant de 2,0 millions de barils par jour (320 000 m3/j) en janvier à 1,5 million de barils par jour (240 000 m3/j) en décembre, la baisse se poursuivit en 2007. 
À la mi-2008, Pemex annonça qu'il allait essayer de terminer l'année en produisant au moins 1,0 million de barils par jour (160 000 m3/j) du gisement de Cantarell. Cependant, en décembre 2008, Pemex annonça que le taux de production de pétrole à Cantarell était tombé à 811 000 barils par jour (129 000 m3/j), une baisse de 36 % par rapport à l’année d’avant. Cela entraîna une baisse de la production totale mexicaine de pétrole de 9,2 % la faisant passer de 3,1 millions de barils par jour (490 000 m3/j) en 2007 à 2,8 millions de barils par jour (450 000 m3/j) en 2008, le taux de production de pétrole le plus bas depuis 1995.
Comme pour ses autres champs, 40 % des réserves restantes du Mexique sont situées dans le champ de Chicontepec, qui avait été découvert en 1926. Le champ est resté sous-développé parce que le pétrole est piégé dans la roche imperméable, ce qui nécessite une technologie de pointe et un très grand nombre de puits d’extraction. Le reste des champs du Mexique sont plus petits, plus chers à développer, et contiennent du pétrole lourd qui se négocie à un prix significativement plus bas que les pétroles léger et moyen, qui sont plus faciles à raffiner.
En 2002, Pemex commença à développer un champ pétrolifère appelé « Proyecto Ku-Maloob-Zaap », situé à 105 kilomètres de Ciudad del Carmen. On estime que d'ici 2011 le champ va produire près de 800 000 barils par jour (130 000 m3/j). Cependant, ce niveau de production sera atteint en utilisant une méthode de récupération améliorée à l'azote similaire à celle utilisée pour Cantarell. Cette même année, Pemex diminua son estimation de ses réserves de 53 %, l'abaissant de 26,8 à 12,6 milliards de barils (4,26 × 109 à 2,00 × 109 m3). Plus tard, l'estimation fut réaugmentée à 15,7 milliards de barils (2,50 × 109 m3).
En juin 2007, l'ancien président de la Réserve fédérale américaine, Alan Greenspan, avertit que la baisse de la production de pétrole au Mexique pourrait provoquer une crise financière majeure là-bas, et que le Mexique avait besoin d'accroître les investissements dans son secteur énergétique pour l'empêcher.

## Ressources futures
En février 2009, DeGolyer and MacNaughton estimait que le champ Chicontepec avait 139 milliards de barils de pétrole en place, mais qu'il n'y avait encore aucun moyen technique pour le récupérer. Certains responsables gouvernementaux étaient mécontents des résultats à Chicontepec, exprimant leurs préoccupations au vu des coûts plus élevés et la production de pétrole plus faible que prévu. Le Mexique a dépensé 3,4 milliards de dollars sur le terrain, mais la production n’était que de 30 800 barils par jour (4 900 m3/j) en juin 2009 et n’avait que légèrement augmentée à 46 000 barils par jour (7 300 m3/j) au 3e trimestre 2010, posant la question de savoir si davantage d'investissements dans le champ étaient justifiés.